# 卢绍莫·姆文巴
卢绍莫·姆文巴（英語：Lushomo Mweemba；2001年4月10日—），赞比亚女子足球运动员，司职后卫，目前效力于绿水牛足球俱乐部和赞比亚国家女子足球队。她曾代表赞比亚参加2020年和2024年夏季奥林匹克运动会女子足球比赛。